# Troll (motorfiets)
Troll is een historisch Duits merk van scooters.
Troll scooters werden vanaf 1949 geproduceerd door het bedrijf VMO in Lamspringe. Er was een ILO-tweetaktmotor boven het voorwiel gemonteerd en de machine had voorwielaandrijving. De productie eindigde echter al in 1951 en het merk Faka kocht het ontwerp.